# Acidiostigma postsignatum
Acidiostigma postsignatum är en tvåvingeart som först beskrevs av Chen 1948.  Acidiostigma postsignatum ingår i släktet Acidiostigma och familjen borrflugor. Inga underarter finns listade i Catalogue of Life.